# HD175640
HD175640 — хімічно пекулярна зоря спектрального класу A0, що має видиму зоряну величину в смузі V приблизно  6,2.
Вона  розташована на відстані близько 525,2 світлових років від Сонця.

## Фізичні характеристики
Зоря HD175640 обертається 
порівняно повільно 
навколо своєї осі. Проєкція її екваторіальної швидкості на промінь зору становить  Vsin(i)= 18км/сек.

## Пекулярний хімічний склад
Зоряна атмосфера HD175640 має підвищений вміст 
Hg
.